# Mälarhöjdens IK
Mälarhöjdens IK (MIK) är en svensk idrottsklubb i Mälarhöjden i Stockholm, som grundades 20 mars 1924. Klubben har sektioner för friidrott, gång, fotboll, tennis, orientering, innebandy och skidsport.

## Historik
Klubben har varit framstående i framför allt friidrott,  i där man under 1960- och 1970-talen var en av Sveriges förnämsta löparklubbar på medel- och långdistans med såväl individuella som svenska mästerskap i stafettlöpning (4 x 800 meter och 4 x 1500 meter. Under 1980-talet och 1990-talet har klubben inom gångsport haft framgångar och rankats som en av Sveriges bästa i sporten. I bandy spelade klubben i Sveriges högsta serie säsongen 1945. Mälarhöjdens IK har tidigare även haft sektion för till exempel skridskolöpning och i denna gren haft utövare som deltagit i Olympiska vinterspelen 1956 i Cortina d'Ampezzo i Italien.
År 2014 startade Mälarhöjdens IK har Sveriges första riktiga fotbollslag för synskadade. 

## Fotboll

### Damlag
Klubbens damlag spelar säsongen 2018 i Division 3.

### Herrlag
Herrlaget gick inför säsongen 2018 ihop med Hägersten SK och bildade samarbetsföreningen Mälarhöjden-Hägersten FF.
2018 spelade MHFF i Division 4, men året slutade med nedflyttning. Det blev bara en säsong i division 5 och laget var inför 2020 tillbaka i division 4, där man lyckades hålla sig kvar även 2020.
| Säsong | Div | Plats | Upp/ned/kvar |
| ------ | --- | ----- | ------------ |
| 2018   | 4   | 12    | Nedflyttning |
| 2019   | 5   | 2     | Uppflyttning |
| 2020   | 4   | 10    | Kvar         |
| 2021   | 4   | 10    | Kvar         |
| 2022   | 4   | 11    | Nedflyttning |
| 2023   | 5   | 5     | Kvar         |

## Tennis
Tennissektionen finns sedan slutet av 1930-talet på Mälarhöjdens idrottsplats där man har tennishall och tre utomhusbanor. 

## Kända profiler
- Lars-Erik Gustafsson
- Anders Gärderud
- Ann Jansson
- Eva-Charlotte Malmström
- Bengt Nåjde